# Вьё-Шато
Вьё-Шато́ (фр. Vieux-Château) — коммуна во Франции, находится в регионе Бургундия. Департамент коммуны — Кот-д’Ор. Входит в состав кантона Семюр-ан-Осуа. Округ коммуны — Монбар.
Код INSEE коммуны — 21681.

## Население
Население коммуны на 2010 год составляло 97 человек.
| 1962 | 1968 | 1975 | 1982 | 1990 | 1999 | 2010 |
| ---- | ---- | ---- | ---- | ---- | ---- | ---- |
| 131  | 159  | 95   | 98   | 93   | 104  | 97   |

## Экономика
В 2010 году среди 63 человек трудоспособного возраста (15—64 лет) 36 были экономически активными, 27 — неактивными (показатель активности — 57,1 %, в 1999 году было 65,9 %). Из 36 активных жителей работали 31 человек (17 мужчин и 14 женщин), безработных было 5 (3 мужчин и 2 женщины). Среди 27 неактивных 9 человек были учениками или студентами, 11 — пенсионерами, 7 были неактивными по другим причинам.